# アレクサンドリアの聖カタリナの多翼祭壇画
『アレクサンドリアの聖カタリナの多翼祭壇画』（アレクサンドリアのせいカタリナのたよくさいだんが、伊: Polittico di Santa Caterina d'Alessandria）、は、1320年頃に制作された、イタリアの中世の芸術家、シモーネ・マルティーニの絵画である。もともとはピサのサンタ・カテリーナ教会の高い祭壇に置かれていたが、現在はピサのサン・マッテオ国立美術館に収蔵されている。
作品は、聖母子の描かれている中央パネルに「SYMON DE SENIS MEPINXIT」と署名されている。作品を所有していた修道院の年代記によると、多翼祭壇画は1320年に祭壇に置かれた。それで、1319年に着手された可能性が高く、この年までには完成していた。

## 概要
この多翼祭壇画はマルティーニの最大の作品であり、多数の小さなパネルが含まれている。 7点の主要なものの他に、15人の人物像のあるプレデッラ（裾絵）、他の14人の人物像のある上段、他の人物像のある7点の尖塔パネルがあり、合計44人の人物が描かれている。
中央パネルには、幼子イエス・キリストを抱く聖母が描かれている。残りの6つの主要パネルは、左から順に、聖ドミニコ、福音記者聖ヨハネ、マグダラのマリア、アレクサンドリアの聖カタリナ、洗礼者ヨハネ、ヴェローナの聖ペテロである。人物たちはすべて、金箔を貼った尖塔アーチで囲まれている。聖母の上には大天使ガブリエルとミカエルがいて、その上には祝福するキリストがいる。福音記者ヨハネを除いて、6人の聖人のパネルの上に12人の使徒がいる。
プレデッラは、中央に聖母と聖マルコとともに墓地にいるキリストが描かれ、左から右に聖グレゴリウスと聖ルカ、聖ステファノと聖アポロニア、聖ヒエロニムスと聖ルチア、聖アグネスと聖アンブロジウス、聖トマス・アクィナスと聖アウグスティヌス、聖ウルスラと聖ラウレンティウスが描かれている。
聖人の特定化は物議を醸しており、美術館の聖人のパネルはこの記事の画像とは異なった配置となっている。